# Semiomphalina leptoglossoides
Semiomphalina leptoglossoides — вид грибів, що належить до монотипового роду Semiomphalina. Поширений у Папуа Новій Гвінеї.